# پالم کو (کوئینزلند)
پالم کو (به انگلیسی: Palm Cove) یک حومه شهر در استرالیا است که در کوئینزلند واقع شده‌است.